# Palco

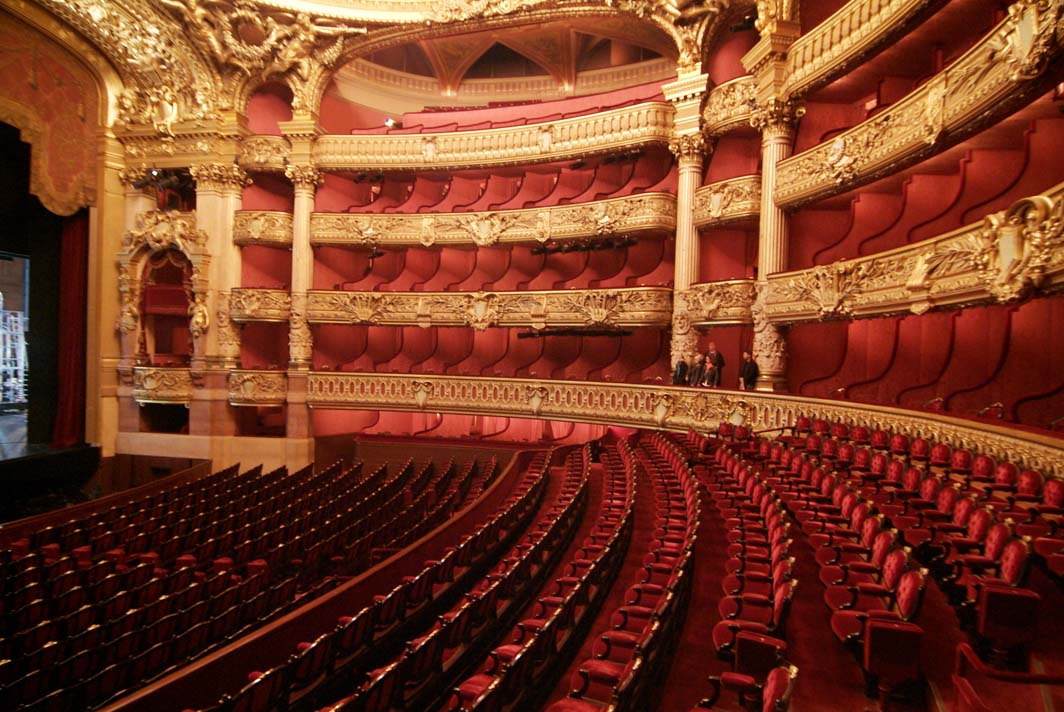
Palcos en la parisina Ópera Garnier

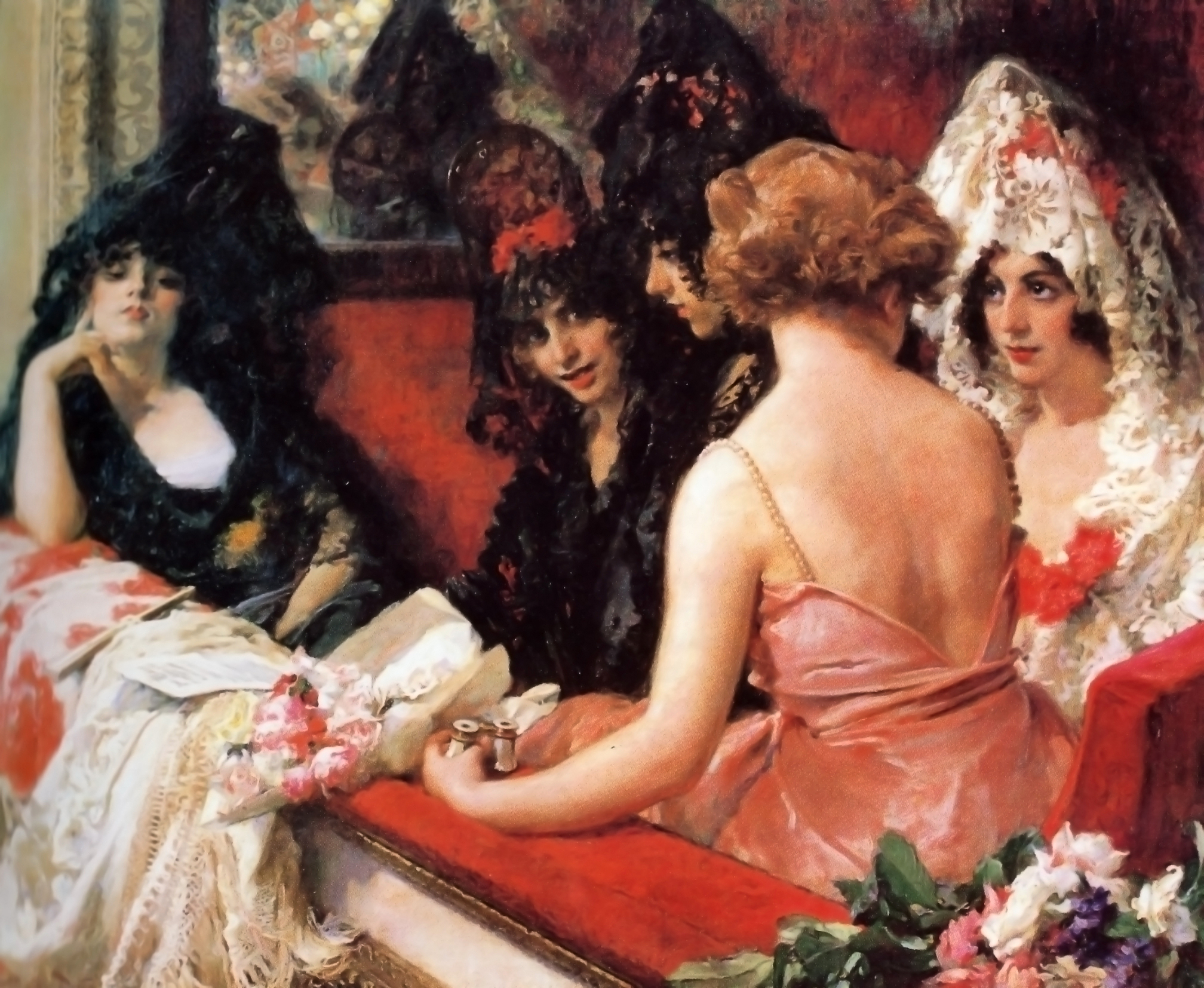
Francisco Pradilla Ortiz: Damas en el palco o Las Manolas, óleo sobre lienzo (85 x 104 cm)

Un palco es una plataforma cercada en forma de balcón, donde el público se instala para ver un espectáculo. Como elemento arquitectónico, está integrado en el conjunto de espacios que componen los locales dedicados a la representación de espectáculos. Materialmente consiste en un pequeño compartimento abalconado que dispone de varias localidades y un cierto grado de independencia en el acceso y de intimidad en la habitabilidad; en ocasiones puede diferenciarse a su vez un antepalco.

## Tipos de palco
La arquitectura de un teatro (o similares recintos dedicados a los espectáculos), distingue varios tipos de palco:
- el palco escénico (espacio del teatro integrado por el escenario en sí mismo o en el que se realiza la representación);
- el palco de platea (el más cercano al escenario o a su mismo nivel);
- el palco de proscenio, en el nivel del patio de butacas  (platea), el contiguo a la escena (o sea sobre el proscenio); en el argot teatral "palco avant-scène";
- el palco de bañera, también llamado "palco lateral", situado a ambos lados del escenario y formando parte de él;
- el palco real o "palco regio", reservado a la familia de los monarcas, situado por lo general frente al escenario, en la platea, y otras veces en el proscenio.
- el palco familiar, alquilado y reservado por una familia; este tipo de abonos sólo se mantiene en muy determinados teatros, en especial en los recintos operísticos.
- el palco de luto, llamado así por estar protegido por una celosía que oculta a sus ocupantes;
- el palco para ciegos, los palcos excesivamente próximos al escenario suelen recibir este nombre, dada su mala visibilidad.
- el palco alojero, cada uno de los situados en la galería baja de los corrales de comedias.[2]

En los diccionarios especializados de teatro se menciona como elemento similar y ocasionalmente sinónimo el tabladillo o palenque, lugar donde se situaba el público para ver la función. En los corrales de comedias, los palcos tenían categoría de aposentos y disponían de un enrejado o una celosía, que aumentaba su privacidad; por lo que eran utilizados por las grandes personalidades públicas para asistir a las representaciones sin ser vistos.

## Palcosimpresionistas
Dentro de la atracción que los espectáculos despertaron en los pintores impresionistas, los palcos en concreto fueron sin duda un motivo favorito. Renoir los pintó en varias ocasiones, como la norteamericana Mary Cassat, Eva Gonzales (alumna de Édouard Manet), Degas y, también con cierta insistencia, el postimpresionista Toulouse-Lautrec.

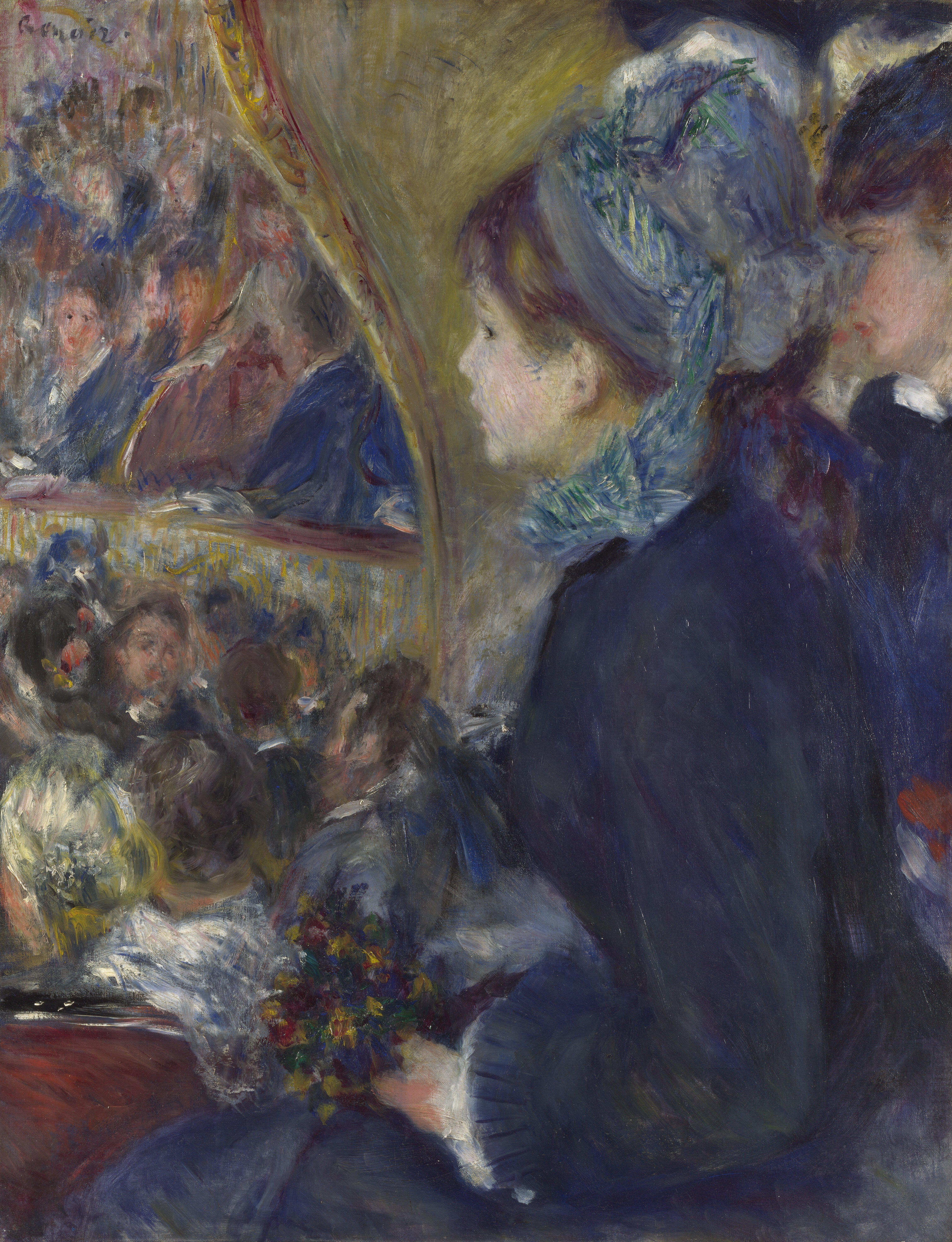
Pierre-Auguste Renoir: La primera salida (1876), Galería Nacional de Arte.
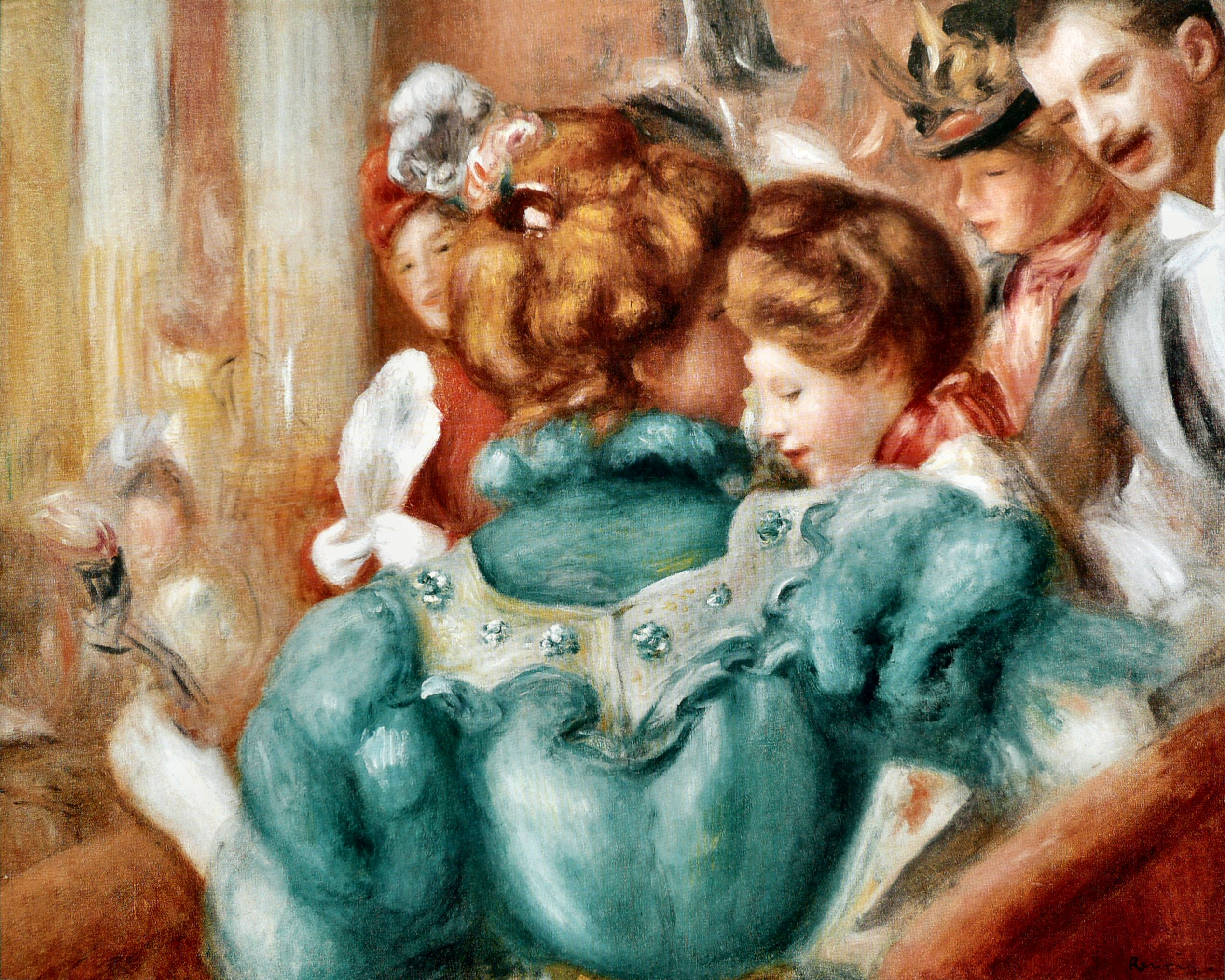
Pierre-Auguste Renoir: En el palco (1898); en cp.
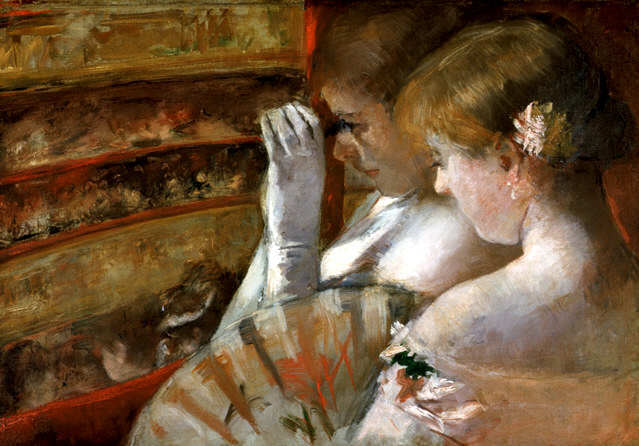
Mary Cassatt: En el palco (1879).
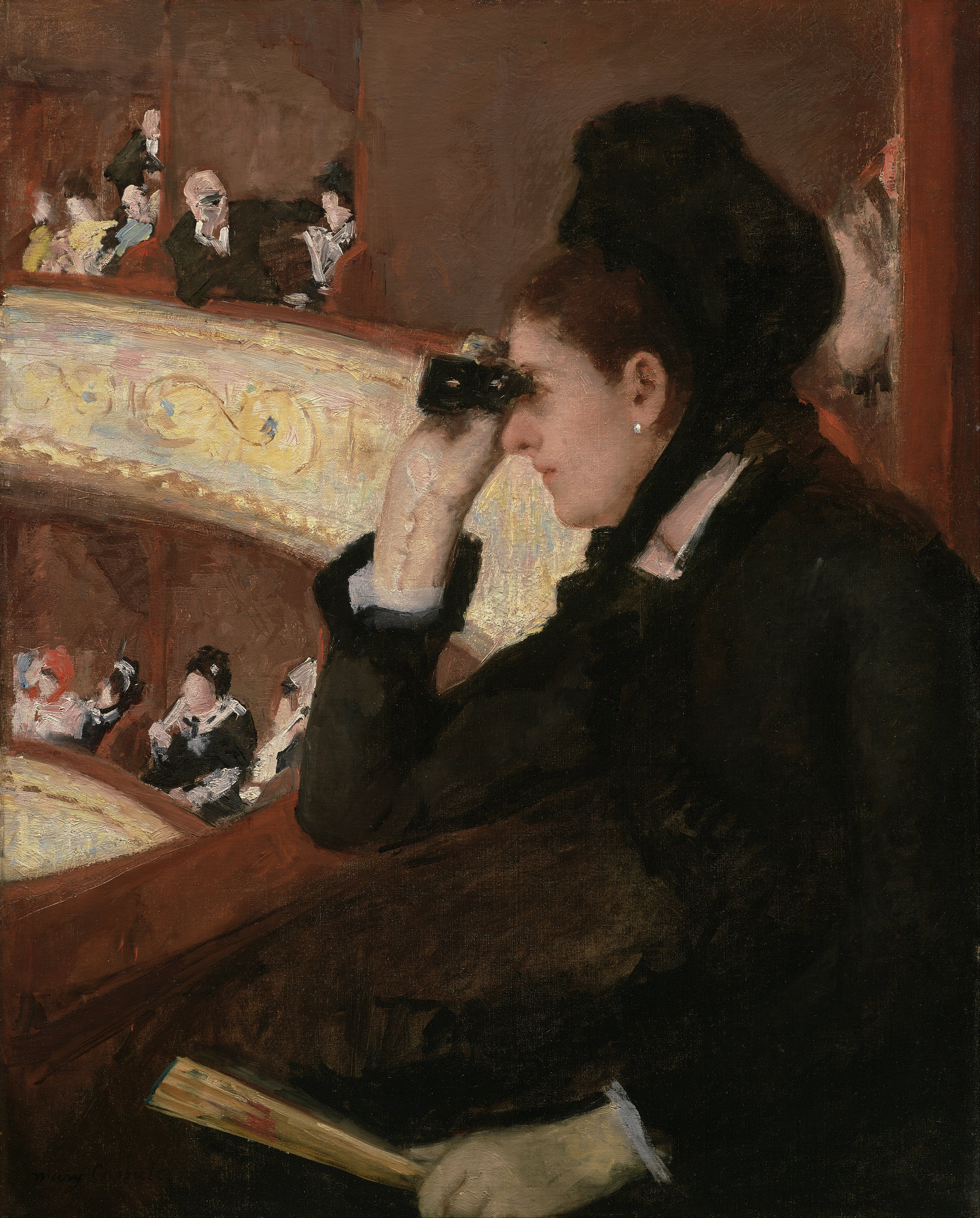
Mary Cassatt: En el palco (1878), Museo de Bellas Artes (Boston)
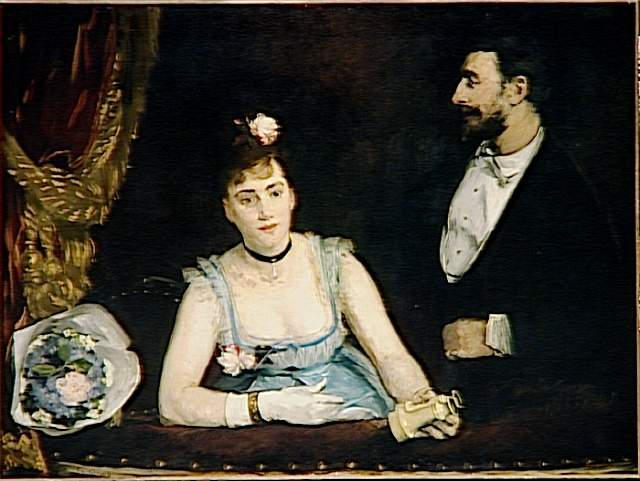
Eva Gonzalès: Un palco en los Italianos (Teatro de los Italianos) (1874), Museo de Orsay (París).
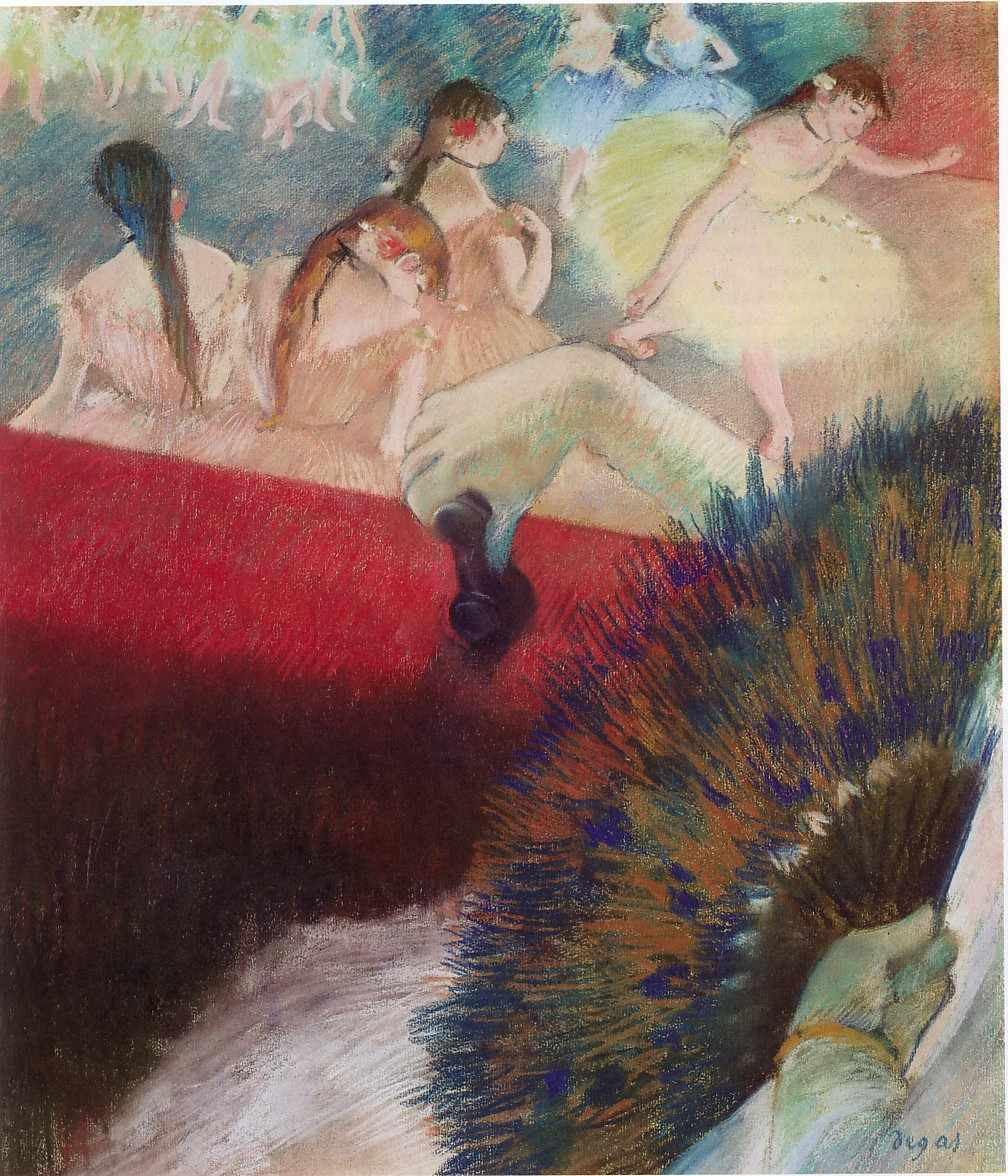
Degas: En el teatro (pastel, hacia 1887).
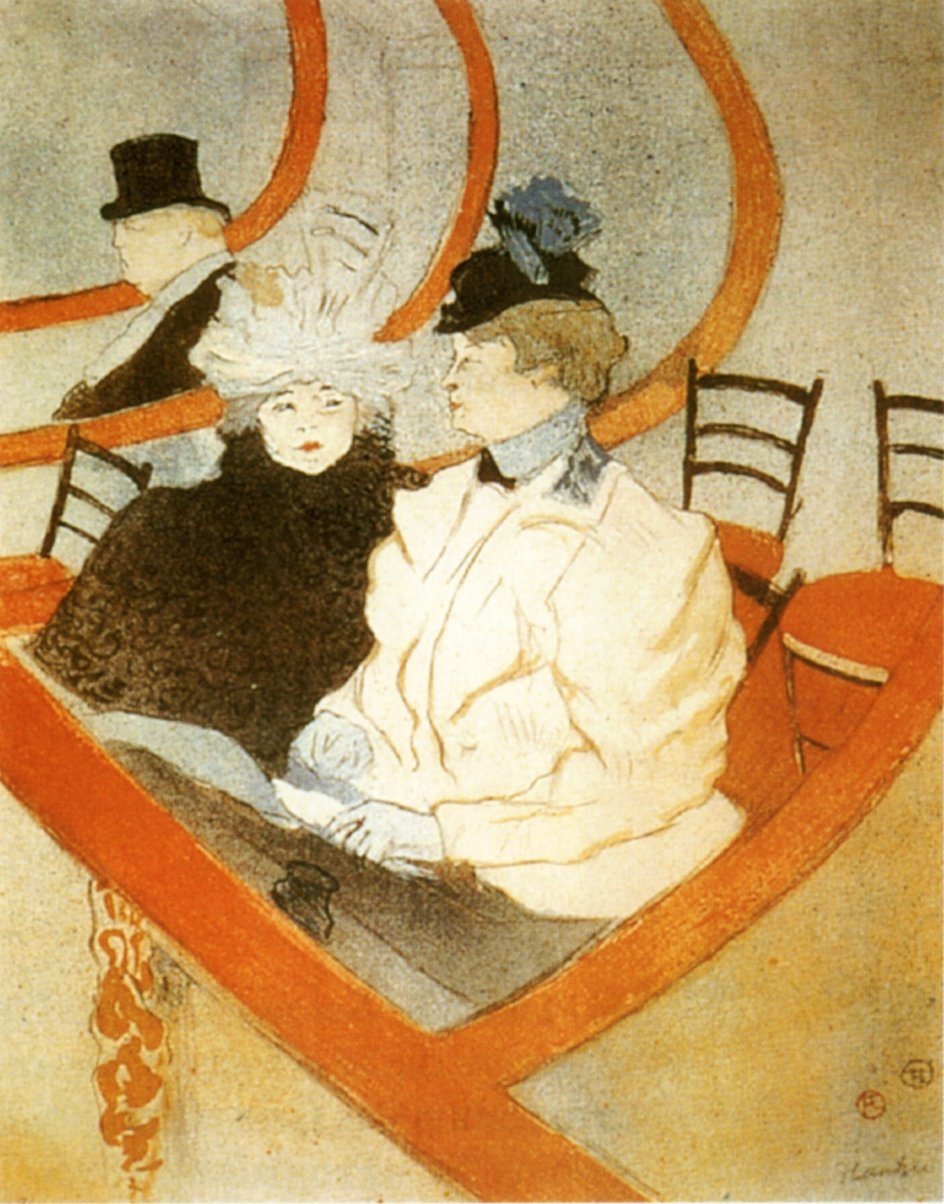
Toulouse-Lautrec: El Gran Palco (1896).

## Iconografía
Más allá de la afición de los pintores del París del último cuarto del siglo XIX, los palcos han servido de inspiración para buen número de guionistas del séptimo arte y de escenario de no menos inspirados magnicidios.

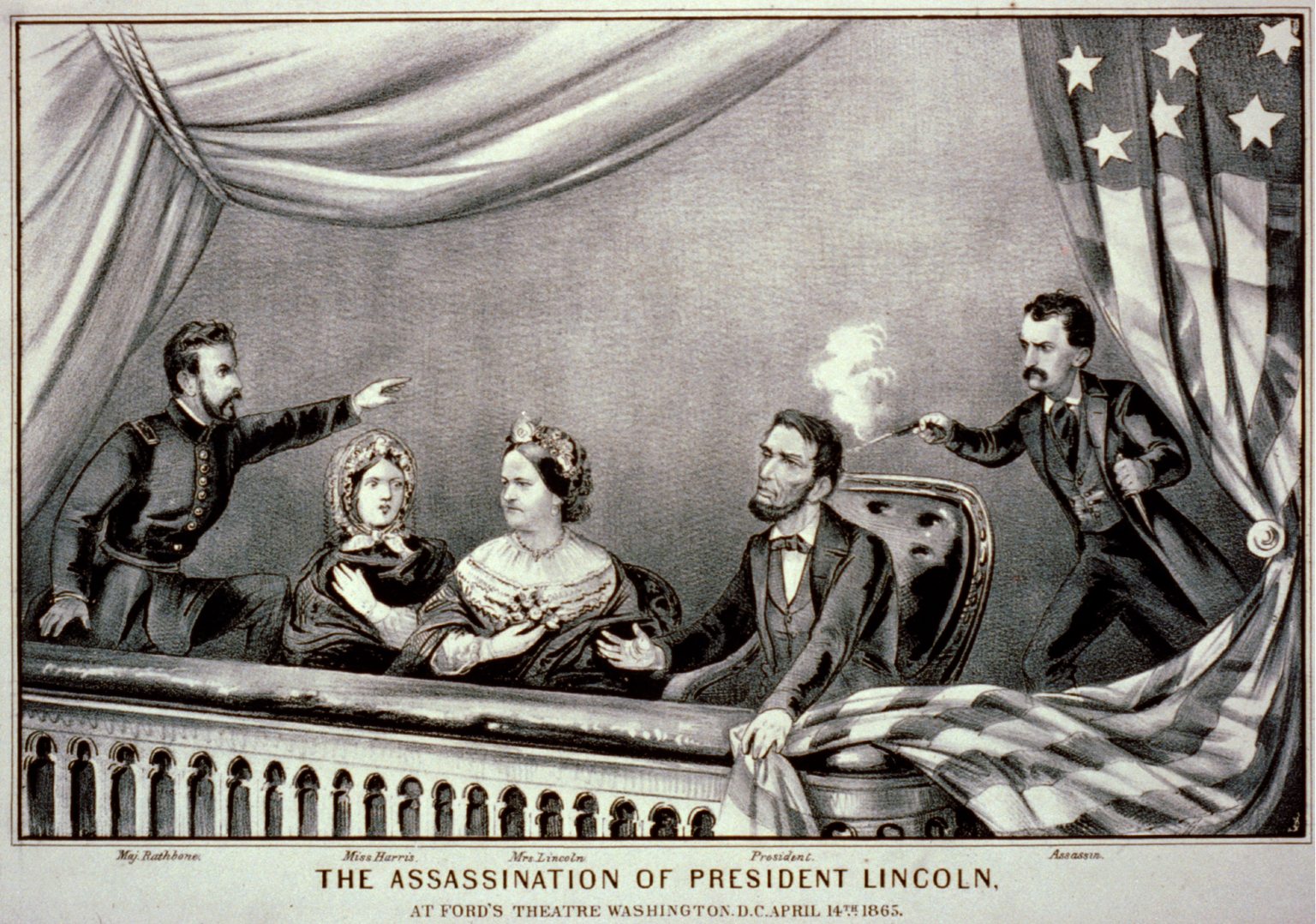
Litografía del asesinato de Abraham Lincoln. De izquierda a derecha: Henry Rathbone, Clara Harris, Mary Todd Lincoln, Abraham Lincoln y el actor y asesino, John Wilkes Booth.

Ejemplo cinematográfico digno de recordarse es el del palco de Una noche en la ópera, de los Hermanos Marx, en el antiguo Gran Teatro de la Ópera de Nueva York. Un plató de lujo que le sirve de tribuna a Groucho para soltar su discurso (para mayor bochorno de la mecenas del evento, la Sra. Claypool); discurso que concluye con este brindis: "¡Que la alegría se desborde! ¡Que los porteros bailen en el vestíbulo y que todos se emborrachen en los palcos!"
Entre los casos más memorables que componen la dramática iconografía criminal de los palcos, hay que mencionar el asesinato de Abraham Lincoln en el teatro Ford de Washington D. C., que en 2012 convirtió también en ejemplo cinematográfico Steven Spielberg, con doce nominaciones y dos Oscar.